# Weni Anggraini
Weni Anggraini (* 16. Oktober 1990) ist eine indonesische Badmintonspielerin. 

## Karriere
Weni Anggraini wurde 2008 indonesische Juniorenmeisterin im Mixed mit Irfan Fadhilah. 2011 startete sie erstmals bei den Indonesia Open, wo sie es auch im Folgejahr ins Hauptfeld schaffte. Bei der Badminton-Asienmeisterschaft 2012 stand sie im Mixed im Achtelfinale. Beim Malaysia Open Grand Prix Gold 2012 wurde sie in der gleichen Disziplin Zweite. Im selben Jahr wurde sie Dritte bei den Osaka International.